# 大瀧村 (北海道)
大瀧村（日语：〔〕／ Ōtaki mura */?）為過去位於北海道膽振支廳西部的行政區劃，周圍多山，冬季積雪較多。已於2006年3月1日併入伊達市，因轄區未與原本的伊達市相接，成為伊達市的飛地，目前為伊達市的地域自治區「大瀧區」。
名稱來自境內的「三階瀑布」。舊名稱「德舜瞥」源自阿伊努語的「tukusis-un-pet」（有遠東紅點鮭的河流）。

## 歷史
- 1894年：開始有移民進入此地進行開墾。
- 1915年4月1日：德舜瞥村從壯瞥村分村。[2] [3]
- 1919年4月1日：德舜瞥村成立為北海道二級村。
- 1920年6月：德舜瞥村的部份區域被併入虻田郡喜茂別村（現喜茂別町）。
- 1950年9月1日：德舜瞥村改名為大瀧村。
- 2006年3月1日：大瀧村被併入伊達市，並設置為大瀧區。

## 交通

### 機場
- 新千歲機場（位於千歲市）

### 鐵路
- 過去曾有國鐵膽振線通過，但已於1986年11月停駛。

### 道路
| 一般國道 - 國道276號 （岩內町～苫小牧市） - 國道453號（札幌市～伊達市） | 主要地方道 - 北海道道86號白老大瀧線 道道 - 北海道道695號清原喜茂別線 |

## 觀光景點
| - 北湯澤溫泉 - 三階瀑布 | - 溪流祭 |

## 教育

### 中學校
- 大瀧村立大瀧中學校

### 小學校
- 大瀧村立大瀧小學校

## 姊妹市・友好都市

### 海外
- Lake Cowichan（英语：Lake Cowichan）（加拿大 英屬哥倫比亞）

## 外部連結
- （日語）伊達市大瀧總合支所